# Kypello Ellados 2007-2008
La Coppa di Grecia 2007-2008 è stata la 66ª edizione del torneo. La competizione è iniziata il 1 settembre 2007 ed è terminato il 17 maggio 2008. L'Olympiakos Pireo ha vinto il trofeo per la ventitreesima volta, battendo in finale l'Aris Salonicco.

## Primo turno
Le partite si sono giocate il 1, il 2 e il 3 settembre 2007.
| Squadra 1                 | Risultato         | Squadra 2           |
| ------------------------- | ----------------- | ------------------- |
| Aias Salamina             | 2 – 1             | Rodos               |
| Anagennīsī Giannitsa      | 0 – 0 (2 – 4 dtr) | Preveza             |
| Eolikos Mytilenes         | 0 – 0 (4 – 5 dtr) | Īlioupolī           |
| Atsalenios Iraklio        | 1 –0              | Doxa Dramas         |
| Neos Asteras Rethymno     | 0 – 2             | Messiniakos         |
| Ethnikos Olympiakos Volos | 2 – 0 (dts)       | Panachaïkī          |
| Anagennisi Arta           | 4 – 0             | Panaigialeios       |
| Korinthos                 | 0 – 0 (4 – 1 dtr) | Koropi              |
| Ethnikos Katerini         | 0 – 0 (4 – 1 dtr) | Kavala              |
| Prosotsani                | 1 – 2 (dts)       | Thermaïkos Thermi   |
| Eordaikos                 | 2 – 1             | Anagennīsī Karditsa |
| Nikī Volo                 | 2 – 1             | Acharnaïkos         |
| Lamia                     | 1 – 1 (3 – 4 dtr) | PAONE               |
| Enosi Thrakis             | 1 - 0             | AE Giannina         |
| Fostiras                  | 5 – 1             | Thiva               |
| Polykastro                | 1 – 0 (dts)       | Vyzas               |
| Diagoras                  | 3 – 0             | Thyella Patrasso    |

Passa automaticamente il turno:
| Squadra      |
| ------------ |
| Panaitōlikos |

## Secondo turno
Le partite sono state giocate l'8 e il 9 settembre 2007.
| Squadra 1                 | Risultato         | Squadra 2         |
| ------------------------- | ----------------- | ----------------- |
| Panaitōlikos              | 4 – 0             | Ionikos           |
| Aias Salamina             | 0 – 2             | Ethnikos Pireo    |
| Preveza                   | 0 – 0 (4 – 2 dtr) | Kalamata          |
| Īlioupolī                 | 1 – 0             | Pierikos          |
| Atsalenios Iraklio        | 1 – 0             | Panthrakikos      |
| Messiniakos               | 0 – 0 (4 – 3 dtr) | Panserraïkos      |
| Ethnikos Olympiakos Volos | 3 – 1 (dts)       | Īlisiakos         |
| Anagennisi Arta           | 3 – 4             | Ethnikos Asteras  |
| Korinthos                 | 1 – 2             | Agios Dimitrios   |
| Ethnikos Katerini         | 1 – 0             | Kerkyra           |
| Thermaïkos Thermi         | 1 – 2 (dts)       | Kastoria          |
| Eordaikos                 | 0 – 2             | Kallithea         |
| Nikī Volo                 | 0 – 2             | Egaleo            |
| PAONE                     | 1 – 2 (dts)       | Thrasyvoulos      |
| Enosi Thrakis             | 1 – 2             | Olympiakos Volos  |
| Fostiras                  | 2 – 1             | PAS Giannina      |
| Polykastro                | 2 – 4 (dts)       | Agrotikos Asteras |
| Diagoras                  | 2 – 0             | Chaïdari          |

## Terzo turno
Le partite sono state giocate il 26 settembre 2007.
| Squadra 1    | Risultato | Squadra 2          |
| ------------ | --------- | ------------------ |
| Panaitōlikos | 1 – 2     | Fostiras           |
| Messiniakos  | 3 – 0     | Atsalenios Iraklio |

## Quarto turno
Le partite sono state giocate il 9, 10, 11, 30 e 31 ottobre e il 1 novembre e il 5 dicembre 2007.
| Squadra 1                 | Risultato         | Squadra 2          |
| ------------------------- | ----------------- | ------------------ |
| Ethnikos Pireo            | 1 – 2 (dts)       | OFI Creta          |
| Preveza                   | 3 – 0 (a tav.)    | GAS Veria          |
| Īlioupolī                 | 0 – 4             | Larissa            |
| Ethnikos Olympiakos Volos | 0 – 1             | Īraklīs            |
| Ethnikos Asteras          | 1 – 3             | Panathīnaïkos      |
| Agios Dimitrios           | 0 – 1 (dts)       | Arīs Salonicco     |
| Ethnikos Katerini         | 1 – 0             | Levadeiakos        |
| Kastoria                  | 2 – 3             | Paniōnios          |
| Kallithea                 | 1 – 2             | Apollōn Kalamarias |
| Egaleo                    | 1 – 2             | Skoda Xanthi       |
| Thrasyvoulos              | 4 – 2             | PAOK               |
| Olympiakos Volos          | 1 – 1 (5 – 6 dtr) | Atromītos          |
| Agrotikos Asteras         | 1 – 0             | Ergotelīs          |
| Diagoras                  | 1 – 2             | Olympiacos         |
| Fostiras                  | 0 – 2             | AEK Atene          |
| Messiniakos               | 0 – 2             | Asteras Tripolīs   |

## Ottavi di finale
Le partite sono state giocate il 9 e il 16 gennaio 2008.
| Squadra 1          | Risultato | Squadra 2      |
| ------------------ | --------- | -------------- |
| Thrasyvoulos       | 3 – 0     | Preveza        |
| Ethnikos Katerini  | 0 – 3     | Arīs Salonicco |
| Īraklīs            | 1 – 0     | Paniōnios      |
| Apollōn Kalamarias | 1 – 2     | Larissa        |
| Olympiacos         | 4 – 0     | Panathīnaïkos  |
| Asteras Tripolīs   | 0 – 1     | Atromītos      |
| Agrotikos Asteras  | 1 – 1     | OFI Creta      |
| Skoda Xanthi       | 2 – 0     | AEK Atene      |

Rigiocate
| Squadra 1 | Risultato | Squadra 2         |
| --------- | --------- | ----------------- |
| OFI Creta | 5 – 0     | Agrotikos Asteras |

## Quarti di finale
Le partite sono state giocate il 27 e il 28 febbraio e il 5, il 19 e il 20 marzo 2008.
| Squadra 1    | Totale | Squadra 2      | Andata | Ritorno |
| ------------ | ------ | -------------- | ------ | ------- |
| Thrasyvoulos | 4 - 1  | Larissa        | 1 - 0  | 3 - 1   |
| Atromītos    | 4 - 3  | OFI Creta      | 3 - 1  | 1 - 2   |
| Olympiacos   | 4 - 2  | Īraklīs        | 2 - 0  | 2 - 2   |
| Skoda Xanthi | 0 - 1  | Arīs Salonicco | 0 - 0  | 0 - 1   |

## Semifinali
Le partite sono state giocate il 2 e il 16 aprile 2010.
| Squadra 1      | Totale | Squadra 2  | Andata | Ritorno |
| -------------- | ------ | ---------- | ------ | ------- |
| Thrasyvoulos   | 3 – 6  | Olympiacos | 2 – 3  | 1 - 3   |
| Arīs Salonicco | 3 - 1  | Atromītos  | 1 – 0  | 2 - 1   |

## Finale
| Arbitro: | Giorgos Kasnaferis (Atene) |

|                            |           |  |
| Kovačević 33’ Żewłakow 53’ | Marcatori |  |